# نوریوکی آبه
نوریوکی آبه (انگلیسی: Noriyuki Abe؛ زادهٔ ۱۹ ژوئیهٔ ۱۹۶۱) کارگردان فیلم، طراح، و پویانما اهل ژاپن است.